# Tikathali
Tikathali es un pueblo ubicado en el distrito de Lalitpur, Nepal.

## Superficie
Cuenta con una superficie de 3,014 kilómetros cuadrados.

## Demografía
Hasta 2015 la población era de 10 704 habitantes, con una densidad de población de 3551 habitantes por kilómetro cuadrado. Con una población masculina y femenina de 5401 (50,5%) y 5303 (49,5%) respectivamente.
| Gráfica de evolución demográfica de Tikathali entre 1975 y 2015 |
|                                                                 |
| Datos según el Centro Común de Investigación.                   |